# 252
Cette page concerne l'année 252  du calendrier julien. Pour l'année 252 av. J.-C., voir 252 av. J.-C. Pour le nombre 252, voir 252 (nombre).
L'année 252 est une année bissextile qui commence un jeudi.

## Événements
- 15 mai : concile de Carthage. Cyprien traite les lapsi qui ont fait pénitence avec indulgence[1].
- Été : édit de Gallus ordonnant des sacrifices pour conjurer la peste. Sa promulgation à Carthage est évoquée par Cyprien. La persécution contre les chrétiens reprend. L'évêque de Rome Corneille est déporté à Centumcellae (Civitavecchia) à la fin de l'année[2].

- Début du règne de Sun Liang sur le royaume de Wu[3].

## Naissances en 252
- Wei Huacun, matriarche fondatrice du taoïsme.

## Décès en 252
- Sun Quan, empereur de Wu.